# Супинатор (обувь)

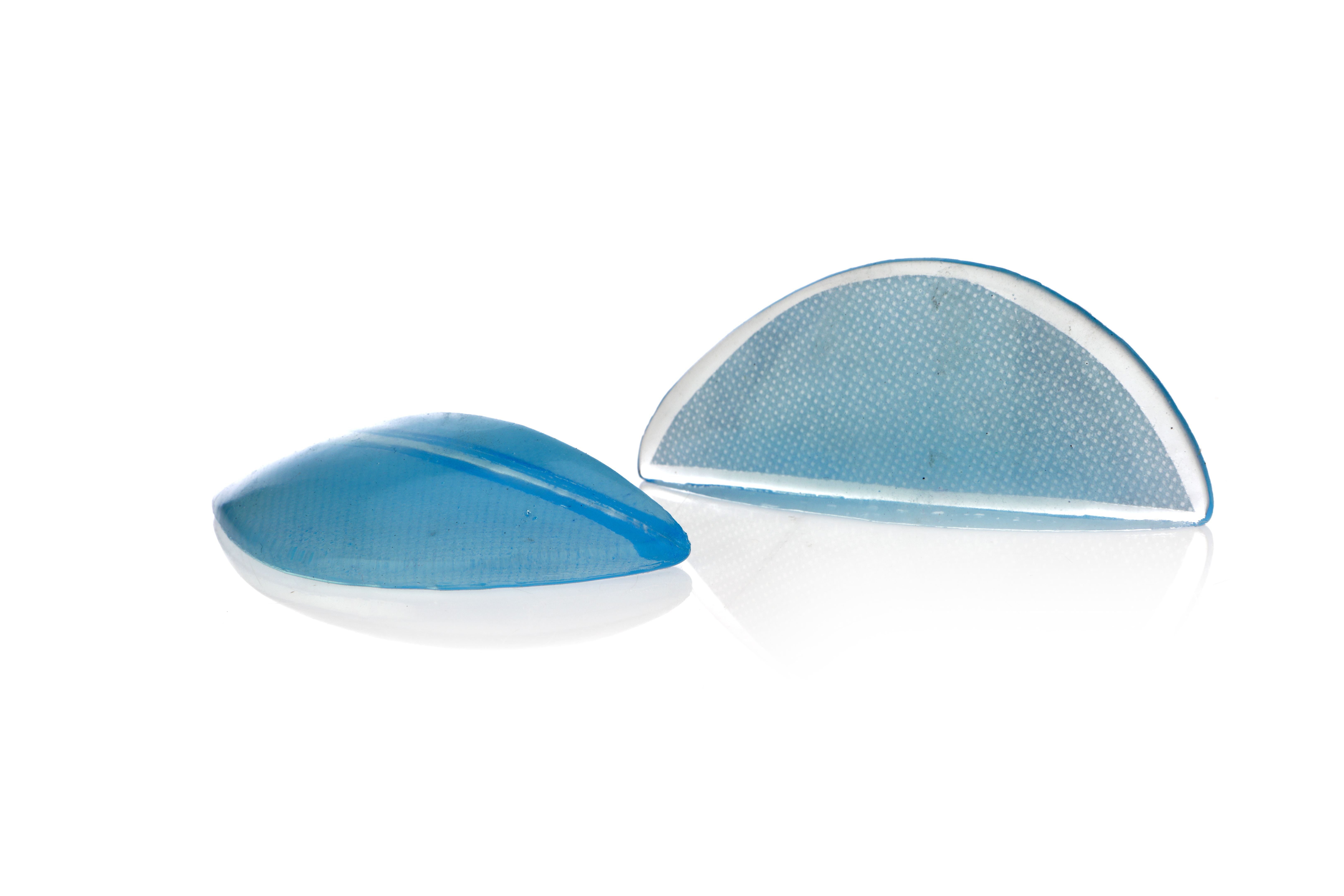
Пара супинаторов

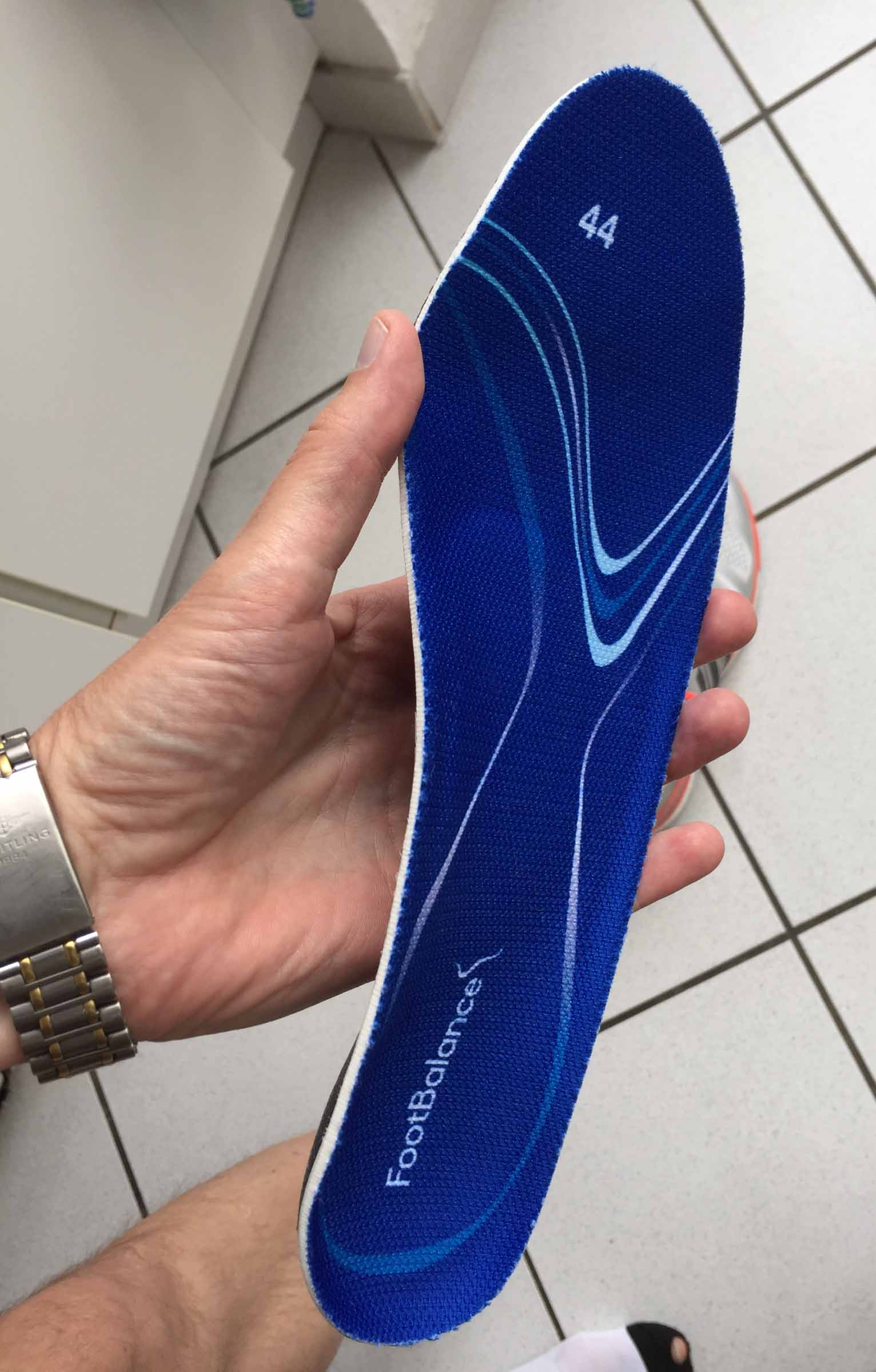
Формованная стелька с поддержкой (выкладкой) сводов стопы; эти элементы не являются супинаторами. Эту стельку нагревали и подгоняли под форму стопы пользователя, при этом пользователь стоял на стельке, чтобы придать ей нужную форму

Супинатор (от лат. supino — опрокидываю) — внутренняя деталь низа обуви, поднимающая внутренний край стопы, прикрепляемая к стельке, или между стелькой и полустелькой, предназначенная для уменьшения нагрузки на свод стопы и формоустойчивости подошвы. При плоскостопии, после травм стопы и голени и др. применяются ортопедические супинаторы. Изготавливаются из кожи, пробки, металла или пластмассы, а также могут быть формованными со стелькой методом литья; вкладываются в обычную или ортопедическую обувь. Супинатор в ортопедической обуви может располагаться в области заднего, среднего, переднего отделов ортопедической стельки. Иногда ошибочно называют всю ортопедическую стельку супинатором. Супинаторы обязательно должны быть в женской каблучной и высококаблучной обуви.